# رودولف بيشيل
رودولف بيسشيل (21 أبريل 1894 - 30 يونيو 1944) كان جنرالًا في الفيرماخت ألمانيا النازية خلال الحرب العالمية الثانية. وقد حصل على وسام الفارس الصليبي الحديدي. قتل في الخدمة في 30 يونيو 1944 خلال هجوم Vitebsk-Orsha.

## الجوائز والأوسمة
- وسام الفارس الصليبي الحديدي في 20 يناير 1944 كقائد عام وقائد 6. Luftwaffen-Feld-Division [1]

### اقتباسات
1. ↑  Fellgiebel 2000, p. 273.